# 別捷赫京山脈
71°54′S 11°32′E / 71.900°S 11.533°E
別捷赫京山脈（英語：Betekhtin Range）是南極洲的山脈，位於東部南極洲的毛德皇后地，屬於洪堡山脈的一部分，全長約23公里，在1938至1939年由德國探險隊發現，現時受南極條約體系管理。